# ياسونوري كيكوتشي
ياسونوري كيكوتشي (باليابانية: 菊池保則؛ بالكانا: きくち やすのり) هو لاعب كرة قاعدة ياباني، ولد في 18 سبتمبر 1989 في دايغو ‏ في اليابان.

## وصلات خارجية
- ياسونوري كيكوتشي على موقع الدوري الياباني لكرة القاعدة (الإنجليزية)
- ياسونوري كيكوتشي على موقعبيزبول رفرنس.كوم (الدوري الثانوي) (الإنجليزية)